# San Giovanni in Fiore
San Giovanni in Fiore község (comune) Olaszország Calabria régiójában, Cosenza megyében. Itt található a Sila Nemzeti Park székhelye.

## Fekvése
A Sila legősibb, legnagyobb kiterjedésű és legnépesebb települése. Cosenzától 70, Crotonétól 50 km-re helyezkedik el, a megye déli részén. Határai: Aprigliano, Bocchigliero, Caccuri, Castelsilano, Cerenzia, Cotronei, Longobucco, Pedace, Savelli , Serra Pedace, Spezzano Piccolo és Taverna. A legnépesebb az 1000 méter tengerszint feletti magasság felett fekvő olasz települések közül.

## Története
A település alapjait a 12. század második felében fektette le Gioacchino da Fiore atya, egy kolostort alapítva.

## Népessége
A népesség számának alakulása:

## Főbb látnivalói
- Santissimo Crocefisso-templom
- Sant’Antonio-templom
- Santa Maria delle Grazie-templom
- San Giovanni in Fiore-apátság
- Sila Múzeum